# Sensibilité climatique

Diagramme des facteurs qui déterminent la sensibilité du climat. L'augmentation des niveaux de entraîne un réchauffement initial. Ce réchauffement est amplifié par l'effet net des rétroactions. Parmi les rétroactions qui se renforcent d'elles-mêmes, on peut citer la fonte des glaces qui réfléchissent la lumière du soleil et l'augmentation de l'évaporation, qui accroît la quantité moyenne de vapeur d'eau dans l'atmosphère, laquelle est un gaz à effet de serre.

La sensibilité climatique caractérise l'évolution de la température de l'atmosphère terrestre en réponse à un forçage radiatif donné. C'est un paramètre de la modélisation du réchauffement climatique. La sensibilité du climat au CO2 est souvent exprimée comme la variation de température en degrés Celsius associée à un doublement de la concentration de dioxyde de carbone dans l'atmosphère terrestre.
La sensibilité climatique ne prend cependant pas en compte les rétroactions du cycle du carbone. La réponse à l'équilibre du système peut donc être encore plus importante que ne l'indique la sensibilité du système Terre. Depuis la fin des années 2000 des études tentent d'aborder le problème d'un autre point de vue pour résoudre cette difficulté.
Bien que la sensibilité du climat soit généralement utilisée dans le contexte du forçage radiatif par le dioxyde de carbone, elle est considérée comme étant une propriété générale du système climatique : le changement de température de surface à la suite d'un changement d'une unité de forçage radiatif, est ainsi exprimée en °C par (W/m2) (la densité surfacique de puissance).
Pour un modèle climatique global couplé atmosphère-océan, la sensibilité du climat est une propriété émergente : ce n'est pas un paramètre du modèle, mais la résultante d'une combinaison de facteurs physiques et de paramètres du modèle.
Il est également possible d'estimer la sensibilité du climat à partir d'observations, notamment paléoclimatologiques, mais cela est difficile en raison des incertitudes sur les forçages et sur l'histoire des températures.

## Contexte
Le bilan de l'énergie qui atteint la Terre sous forme de lumière solaire et la quitte sous forme de rayonnement thermique vers l'espace doit être équilibré. Dans le cas contraire, la quantité totale d'énergie thermique sur la planète augmente ou diminue, ce qui se traduit par une planète globalement plus chaude ou plus froide. Le forçage radiatif est le moteur d'un déséquilibre entre les taux d'énergie de rayonnement entrant et sortant. Une planète plus chaude émet plus rapidement de la chaleur vers l'espace, de sorte qu'un nouvel équilibre est finalement atteint, avec une température plus élevée et un contenu énergétique stocké. Toutefois, le réchauffement de la planète a également des effets rétroactifs, qui entraînent un réchauffement supplémentaire dans une boucle de rétroaction exacerbée. La sensibilité du climat est une mesure de l'ampleur du changement de température qu'une quantité donnée de forçage radiatif provoquera.

### Forçage radiatif
Les forçages radiatifs sont généralement quantifiés en watts par mètre carré (W/m2) et moyennés sur la surface de la Terre à la plus haute altitude, définie comme le sommet de l'atmosphère. L'ampleur d'un forçage est spécifique au facteur physique et est définie par rapport à une période de temps d'intérêt pour son application. Dans le contexte d'une contribution à la sensibilité du climat à long terme entre 1750 et 2020, l'augmentation de 50 % du taux de CO2 atmosphérique est caractérisée par un forçage d'environ +2,1 W/m2. Dans le contexte de contributions à plus court terme au déséquilibre énergétique de la Terre (c'est-à-dire son taux de réchauffement/refroidissement), les intervalles de temps d'intérêt peuvent être aussi courts que l'intervalle entre les échantillonnages de données de mesure ou de simulation, et sont donc susceptibles d'être accompagnés par des valeurs de forçage plus faibles. Les forçages calculés par ces études sont également analysés et rapportés à des échelles de temps décennales,.
Le forçage radiatif entraîne des changements à long terme de la température mondiale. Plusieurs facteurs contribuent au forçage radiatif : l'augmentation du rayonnement descendant due à l'effet de serre, la variabilité du rayonnement solaire due aux changements d'orbite planétaire, les changements d'irradiation solaire, les effets directs et indirects causés par les aérosols (par exemple les changements d'albédo dus à la couverture nuageuse) et les changements dans l'utilisation des terres (déforestation ou perte de la couverture de glace réfléchissante). Au XXIe siècle, le forçage radiatif par les gaz à effet de serre est bien compris. En 2019, de grandes incertitudes subsistent en ce qui concerne les aérosols.

### Chiffres clés
Les niveaux de dioxyde de carbone (CO2) sont passés de 280 parties par million (ppm) au XVIIIe siècle — au début de la révolution industrielle, lorsque l'homme a commencé à brûler des quantités importantes de combustibles fossiles — à plus de 415 ppm en 2020. Le CO2 étant un gaz à effet de serre, il empêche l'énergie thermique de quitter l'atmosphère terrestre. En 2016, les niveaux de CO2 dans l'atmosphère avaient augmenté de 45 % par rapport aux niveaux préindustriels, et le forçage radiatif causé par l'augmentation du CO2 était déjà plus de 50 % plus élevé qu'à l'époque préindustrielle en raison d'effets non linéaires,. Entre le début de la révolution industrielle au XVIIIe siècle et la fin de l'ère industrielle, la température de la Terre a augmenté d'un peu plus d'un degré Celsius.

### Importance pour la société
Étant donné que l'économie de l'atténuation du réchauffement climatique dépend fortement de la rapidité avec laquelle la neutralité carbone doit être atteinte, les estimations de la sensibilité du climat peuvent avoir d'importantes implications économiques et politiques. Une étude suggère que la réduction de moitié de l'incertitude de la valeur de la réponse climatique transitoire pourrait permettre d'économiser des milliers de milliards de dollars. Les scientifiques ne sont pas certains de la précision des estimations de l'augmentation des gaz à effet de serre sur la température future, car une sensibilité climatique plus élevée signifierait des augmentations de température plus spectaculaires, ce qui rendrait plus prudente la prise de mesures climatiques importantes. Si la sensibilité climatique s'avère être dans la partie supérieure des estimations des scientifiques, l'objectif de l'Accord de Paris de limiter le réchauffement climatique à bien moins de 2 °C ne pourra pas être atteint, et les augmentations de température dépasseront cette limite, au moins temporairement. Une étude a estimé qu'il n'est pas possible de réduire les émissions assez rapidement pour atteindre l'objectif de 2 °C si la sensibilité climatique à l'équilibre (la mesure à long terme) est supérieure à 3,4 °C. Plus le système climatique est sensible aux variations des concentrations de gaz à effet de serre, plus il est probable qu'il y ait des décennies où les températures sont beaucoup plus élevées ou beaucoup plus basses que la moyenne à long terme,.

## Rétroactions
La réponse brute à un doublement de la concentration de CO2 dans l'atmosphère est de 1,2 °C. Des rétroactions modifient cependant cette valeur.

### Rétroactions rapides

#### Rétroaction de la vapeur d'eau
La teneur en vapeur d'eau évolue avec le réchauffement. En effet, un air plus chaud peut contenir plus d'humidité. Cette évolution se fait avec une humidité relative fixe, donc une humidité absolue croissante.

#### Rétroaction des nuages
Elle est très probablement positive.

#### Gradient thermique
Il augmente dans les régions polaires et diminue dans les régions tropicales, à la suite de la formation du point chaud dans la troposphère tropicale.

### Rétroaction lentes

#### Modification de l'albédo
Les calottes glaciaires et les surfaces enneigées ont un albédo élevé, si elles se rétractent le sol plus sombre sera exposé aux rayonnements solaires. De même, l'évolution de la végétation et/ou des surfaces de déserts modifie l'albédo de la Terre.

#### Perturbation du cycle du carbone
Cette rétroaction n'entre pas en compte dans le calcul de la sensibilité climatique. Cependant, il est probable que sous la contrainte du réchauffement climatique, le cycle du carbone devienne une source de carbone, amplifiant alors un peu plus le réchauffement initial.

## Détermination empirique

### Calcul à l'aide des données de l'ère industrielle
Rahmstorf (2008) fournit un exemple informel de la façon dont la sensibilité climatique pourrait être estimée de façon empirique, méthode légèrement modifiée ci-après.
Notons la sensibilité, c'est-à-dire l'augmentation à l'équilibre de la température moyenne mondiale, y compris les effets des rétroactions dues au forçage maintenu à la suite d'un doublement du CO2 (pris à +3,7 W/m2), par x °C.
Si la Terre devait faire l'expérience d'un changement de température à l'équilibre de ΔT (°C) en raison d'un forçage soutenu de ΔF (W/m2), alors on peut dire que
x / (ΔT) = (3,7 W/m2) / (ΔF), c'est-à-dire que x = ΔT × (3,7 W/m2) / ΔF.
L'augmentation de la température mondiale depuis le début de l'ère industrielle (prise en 1750) est d'environ +0,8 °C, et le forçage radiatif dû au CO2 et d'autres gaz à effet de serre à long terme (principalement le méthane CH4, l'oxyde nitreux (ou protoxyde d'azote) N2O, et les chlorofluorocarbures) émis depuis ce temps, est d'environ +2,6 W/m2. Négliger les autres forçages et considérer l'augmentation de la température comme étant une augmentation à l'équilibre aboutirait à une sensibilité d'environ +1,1 °C.
Cependant, ΔF contient également des contributions dues aux aérosols (−1 W/m2), et d'autres influences moindres, notamment solaire, qui s'annulent approximativement, ce qui porte le forçage total sur la période industrielle à +1,6 W/m2 selon les meilleures estimations, mais avec une forte incertitude. En outre, le fait que le système climatique n'est pas à l'équilibre doit être pris en compte, ce qui est fait en soustrayant le taux d'absorption thermique planétaire H au forçage, c'est-à-dire, x = ΔT × (3,7 W/m2) / (ΔF – H). En prenant un taux d'absorption thermique planétaire comme égal au taux d'absorption thermique de l'océan, estimé par les mesures ARGO à 0,6 W/m2, on obtient une valeur de x de +3 °C.
Les chiffres sont cependant très incertains, et permettent plutôt de vérifier en première approximation que l'évolution actuelle est cohérente avec ce qu'il est connu du système climatique, le fait de tomber sur la valeur exacte étant plus un hasard qu'autre chose.

## Mesures

### Réponse climatique transitoire
La réponse climatique transitoire (en anglais, transient climate response, TCR) est la sensibilité à court terme du système climatique à un doublement de la concentration en carbone dans l'atmosphère. Plus précisément, il s'agit de la hausse des températures au moment précis du doublement de la concentration atmosphérique en CO2 après une hausse annuelle de 1 % de celle-ci, soit 70 ans après le début de la hausse,,. La TCR mesure ainsi le réchauffement lorsque le bilan énergétique de la planète n'est pas encore équilibré, et notamment alors que les océans absorbent une partie du réchauffement avant d'atteindre leur état d'équilibre, réduisant momentanément l'ampleur de la hausse des températures de surface.
La réponse climatique transitoire aux émissions cumulées de dioxyde de carbone (TCRE), quant à elle, est une mesure qui tient compte du cycle du carbone (et ses rétroactions) puisqu'elle considère la répartition du carbone entre atmosphère et différents puits. Elle mesure ainsi le réchauffement moyen induit par une émission donnée de CO2 (et non une concentration de CO2 dans l'atmosphère, comme le fait la TCR),.

### Sensibilité climatique à l'équilibre
La sensibilité climatique à l'équilibre (en anglais equilibrium climate sensitivity, ECS) est l'augmentation de la température de surface à long terme qui devrait résulter d'un doublement de la concentration de CO2. Elle prend en compte les rétroactions lentes, et représente donc une situation d'équilibre à long terme (à échelle humaine de temps, c'est-à-dire plusieurs dizaines de milliers d'années),,.
La température est à l'équilibre lorsque la concentration de CO2 a cessé d'augmenter, et que la plupart des rétroactions ont eu le temps de faire leur plein effet. Cela peut prendre des siècles voire des millénaires. L'ECS est plus élevé que la TCRE en raison des effets tampons à court terme des océans. Des modèles informatiques sont utilisés pour estimer l'ECS. Une estimation complète signifie que la modélisation de l'ensemble de la période pendant laquelle des rétroactions importantes (telles que l'équilibrage complet des températures océaniques) continuent de modifier les températures mondiales dans le modèle requiert l'exécution d'un modèle informatique qui couvre des milliers d'années. Il existe cependant des méthodes moins gourmandes en calcul.
La valeur de l'ECS est établie à +0.75 °C/(W/m2) en 1979 par le rapport Charney, dont la rédaction est coordonnée par le météorologue éponyme,. Elle correspond à un réchauffement de 3 °C (±1,5 °C) en réponse au doublement de la concentration de CO2. Elle est peu variable en fonction des conditions initiales.
Longtemps considérée de 3 °C, l'ECS est estimée en 2012 à 4 °C ou 5 °C environ pour l'époque courante, mais pourrait monter jusqu'à 6 °C dans le futur,,,. L'écart avec les prévisions des décennies précédentes vient du fait que le rôle des nuages avait été sous-estimé.
En juillet 2020, une étude publiée dans Reviews of Geophysics resserre l'estimation entre 1,5 °C et 4,5 °C avec une confiance de 66 %, ou bien entre 2,3 °C et 4,7 °C avec une confiance de 90 %. Elle s'appuie sur trois volets, l'étude du réchauffement actuel de +1,1 °C qui exclut de fait un réchauffement trop faible, une compréhension des effets réchauffants des nuages qui semble moins important dans les parties de l'atmosphère plus chaudes que la moyenne qu'anticipé, et sur l'étude de deux périodes historiques : il y a 20 000 ans, au plus fort de la dernière période glaciaire, et une période chaude il y a 3 millions d'années, la dernière fois que les niveaux de CO2 dans l'atmosphère étaient similaires à ceux d'aujourd'hui. L'équipe travaille avec les statistiques bayésiennes qui permettent aux incertitudes à chaque étape d'alimenter le résultat final.
En août 2021, le sixième rapport d'évaluation du GIEC établit la meilleure estimation à 3 °C avec une fourchette probable de 2,5 °C à 4 °C, resserrée par rapport à la fourchette du cinquième rapport qui se situait de 1,5 °C à 4,5 °C.
Les longues échelles de temps impliquées avec l'ECS en font sans doute une mesure moins pertinente pour les décisions politiques concernant le changement climatique.[réf. souhaitée]

### Sensibilité du système terrestre
Par définition, la sensibilité climatique à l'équilibre (ECS) n'inclut pas les rétroactions qui mettent des millénaires à émerger, telles que les changements à long terme de l'albédo de la Terre en raison des changements des calottes glaciaires et de la végétation ou la réponse lente du réchauffement des océans profonds. Aussi, l'ECS ne reflète pas le réchauffement futur réel qui se produirait si le CO2 était stabilisé au double des valeurs préindustrielles.
La sensibilité du système terrestre (ESS) intègre les effets de ces boucles de rétroaction plus lentes, telles que le changement de l'albédo de la Terre dû à la fonte des grandes calottes glaciaires continentales, qui couvraient une grande partie de l'hémisphère nord pendant le dernier maximum glaciaire et qui couvrent toujours le Groenland et l'Antarctique. Les changements d'albédo résultant de changements dans la végétation, ainsi que les changements dans la circulation océanique, sont également inclus,. Les boucles de rétroaction à plus long terme rendent l'ESS plus important que l'ECS, potentiellement le double de l'ECS. Les données de l'histoire géologique de la Terre sont utilisées pour estimer l'ESS. Les différences entre les conditions climatiques modernes et anciennes signifient que les estimations de la future sensibilité du système terrestre sont très incertaines. Comme pour l'ECS et le TCR, le cycle du carbone n'est pas inclus dans la définition de l'ESS, mais tous les autres éléments du système climatique sont inclus.

## Forçage et émissions anthropiques
Pour prévenir une évolution catastrophique du climat (disparition des calottes glaciaires notamment), la sensibilité du système Terre doit être considérée. De ce point de vue, la valeur cible du forçage radiatif est à peu près équivalente à celle d'une concentration de 350 ppm en volume de CO2. Étant donné le caractère inédit de la rapidité et de l'ampleur du forçage anthropique, il est cependant difficile de savoir quelle est la tolérance du système à un dépassement de cette valeur (l'atmosphère contient déjà plus de 400 ppm de CO2, en hausse rapide). Actuellement, en raison de l'ampleur du forçage anthropique, le système réagit bien plus rapidement que prévu. Pour prévenir une évolution qui pourrait avoir des impacts fortement négatifs sur notre civilisation, la sensibilité de Charney doit être considérée. En effet, elle déterminera le réchauffement sur le siècle en cours. De ce point de vue, la valeur cible du forçage radiatif est à peu près équivalente à celle d'une concentration de 450 ppm en volume de CO2. Étant donné la persistance des émissions anthropiques, il devient très improbable d'éviter ce seuil. Pour pouvoir prendre en compte les rétroactions du cycle du carbone, une autre méthode, considérant le cumul des émissions de CO2, a été développée, la réponse climatique transitoire aux émissions cumulées de dioxyde de carbone (TCRE). Avec cette approche, le seuil de +2 °C, souvent considéré comme une valeur cible dans le rapports du GIEC, est probablement déjà virtuellement dépassé en tenant compte des rétroactions du cycle du carbone.